# 赛义德·谢比卜·杜萨里
赛义德·谢比卜·杜萨里（1988年11月4日—）是一名卡塔尔举重运动员，身高1.75米。2010年参加广州亚运会，以210千克的成绩获94公斤级比赛第十七名。